# 姜石景
姜 石景（カン・ソクキョン、1951年1月10日 - ）は、大韓民国の小説家。大邱で生まれ、梨花女子大学校彫塑科を卒業。1974年『根(근)』、『オープンゲーム(오픈게임)』で「文学思想」の新人賞を受賞。主な作品として『巡礼者の歌(순례자의 노래)』、『夜とゆりかご(밤과 요람)』、『青色時代(청색시대)』、『近くの谷間(가까운 골짜기)』、『アブラハム、アブラハム(아브라함 아브라함)』等がある。『森の中の部屋(숲속의 방)』で今日の作家賞を受賞。現実の中で強い自我意識を持つ人物の人生の苦痛と真実を描く作家である。

## 作品
小説
- 2012年『新鮮な春(신성한 봄)』(民音社)
- 2005年『森の中の部屋(숲속의 방)』(民音社)(1986年初版)
- 2004年『米仏(미불)』(民音社)